# 사회 이동

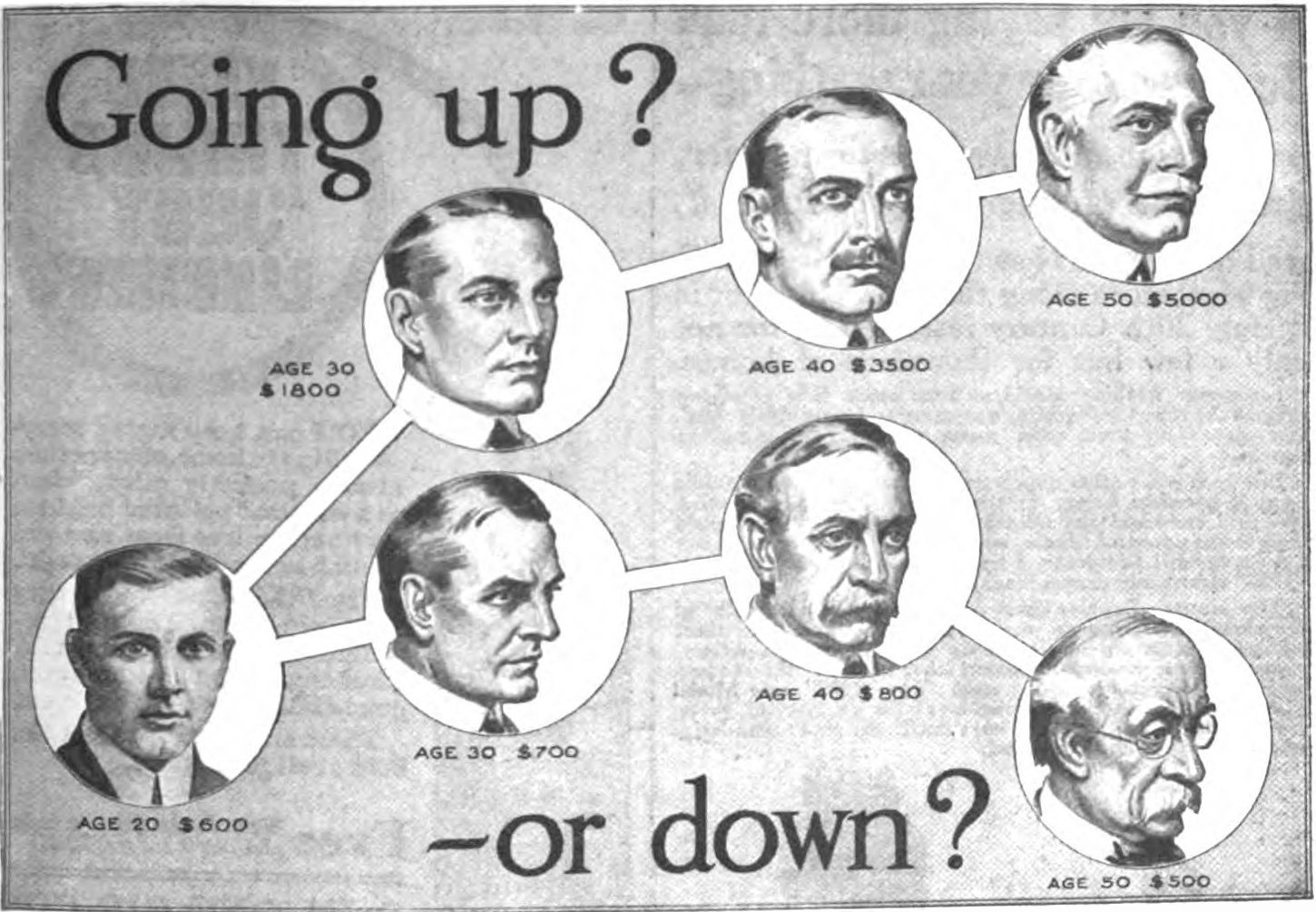

사회 이동은 개인이나 집단의 계층적 위치가 변화하는 과정을 뜻한다. 개인이나 집단이 어느 계층에 속하는가는 희소한 자원의 분배에 의해 결정된다. 하지만, 개인이나 집단이 속해 있는 계층은 항상 고정되어 있지 않고 본인의 노력과 능력에 따라 또는 사회 구조적 변화에 의해 계층적 위치가 바뀔 수 있다.

## 종류
- 수직이동·수평이동

사회 이동의 방향에 따라 수직 이동과 수평 이동으로 나뉜다. 수직 이동 중에서 상향 이동은 낮은 지위에서 높은 지위로 올라가는 것이고, 그 반대의 경우는 하향 이동이다. 수평 이동은 동일한 계층적 위치 내에서의 이동을 말한다.
- 세대 내 이동·세대 간 이동

사회 이동이 이루어진 세대 범위에 따라 세대 내 이동과 세대 간 이동으로 구분된다. 세대 내 이동은 한 개인의 생애 동안에 계층적 위치가 변화되는 경우로, 주로 직업의 변동을 통해 알 수 있다. 세대 간 이동은 부모 세대와 자녀 세대 간에 나타나는 계층적 위치 변화를 말한다.
- 개인적 이동·구조적 이동

사회 이동의 원인에 따라 개인적 이동과 구조적 이동으로 나눌 수 있다. 개인적 이동은 개인의 의지와 노력으로 주어진 사회 계층 구조에서 계층적 위치가 변화되는 경우를 말한다. 반면, 구조적 이동이란 사회의 급격한 변동에 따라 나타나는 계층적 위치의 변화를 말한다.

## 개요
사회적 성층구조(成層構造) 내에서 개인이 소속하는 계층을 바꾸는 것을 사회적 이동이라고 한다. 개인의 한 세대내의 변화 뿐만 아니라 농민의 자식이 노동자로 되는 것 등 세대간을 통한 변화도 또한 사회적 이동이라고 한다. 사회적 이동을 조사하는 데는 보통 직업계층간의 이동을 조사한다.사회적 이동을 상방향(上方向)에의 이동과 하방향(下方向)에의 이동으로 구별하는 때가 있다. 이 경우에는 일반적으로 사회적 지위도 높고 수입도 높은 직업에의 이동을 상승(上昇)이라고 생각하고 그 반대를 하강(下降)이라고 생각한다. 예를 들면 고용노동자인 개인이 자본가적 직업·관리자적 직업으로 이동하는 것은 상승이동이라고 생각한다. 또 같은 노동자적 직업내에서도 사회적 지위의 고저(高底)를 생각하여 근육노동자적 직업으로부터 비근육노동자(화이트 칼라)의 직업으로 변하는 것도 상승이라고 한다. 그러나 상승이동에는 일반적으로 큰 곤란이 따른다. 또 하강이동에 있어서는 개인은 많은 것은 것을 잃기 때문에 이것에 저항한다. 이것을 환언하면 직업의 자유선택이 원칙인 근대사회에 있어서도 직업계층은 교체가능의 대등한 역할의 체계와는 다른 것이다. 또 사회적 이동의 유인(誘因)에 관해서 보는 경우에도 이와 마찬가지의 문제를 고려하지 않으면 안 된다. 일반적으로 개인측에 상승이동에 대한 강한 동기(動機)가 존재하는 것은 사실이고 또 어느 의미에서는 당연하다. 그러나 그것이 그대로 사회적 이동의 성인(成因)으로 되는 것은 아니다. 가령 직업계층의 구성이 일정한 경우 얼마만큼의 상승이동이 일어나는데는 동수(同數)의 하강이동이 이루어지지 않으면 안된다. 그 이상으로 많은 이동이 일어나는 사례는 공업화에 따라 산업구조의 변화(농업이 축소하고 공업이 확대하는등) 혹은 직업구조의 변화(화이트 칼라가 증대하는 등) 등과 같은 변동이 사회적 이동을 일으키는 경우이다. 이와 같은 구조적 요인편이 실제에는 결정적이다.사회적 이동에 관련된 개념에 계급분해가 있다. 이것은 엄밀히 말하면 소상품 생산자가 부르주아지와 프롤레타리아로 분해하는 것을 말한다. 근대사회의 계급구조 성립과정을 밝히고자 한 개념이다.

## 같이 보기
- 가난의 대물림
- 경제적 불평등
- 필수 설비 원리
- 성 불평등
- 싱크대 사실주의
- 인종 차별
- 합리적 기대
- 성 차별
- 사회 낙인